# En carne viva (película de 1955)
 En carne viva es una película en blanco y negro de Argentina dirigida por Enrique Cahen Salaberry sobre el guion de Ariel Cortazzo y Carlos Adén, sobre argumento de Ariel Cortazzo que se estrenó el 24 de marzo de 1955 y que tuvo como protagonistas a Ana Mariscal, Alberto Closas, Jorge Rivier y Nelly Meden. También colaboró como camarógrafo el futuro director de cine y director de fotografía, Aníbal Di Salvo.

## Sinopsis
El amor extramatrimonial de un médico y una mujer que termina matando a su esposo.

## Reparto
- Ana Mariscal … Mercedes
- Alberto Closas … Ernesto
- Jorge Rivier … Jorge Mendiburu
- Nelly Meden … Estela
- Nicolás Fregues … Profesor Antúnez
- Ángeles Martínez … Sofía Mendiburu
- Eduardo Naveda … Dr. Laser
- Isabel Pradas
- Víctor Martucci … Juez de instrucción
- Panchito Lombard … Jaime
- Raquel Benet … Srta. Matilde Laser
- Marisa Núñez … Novia de Ernesto
- André Norevó … Camarero
- Roberto Lagos
- Julio Bianquet … Rogelio
- Pablo Cumo … Dr. Bruni
- Félix Tortorelli
- Justo Martínez González
- Carmen Lloveras
- Arturo Arcari
- Alba Varela
- Roberto Contreras
- Marcelo Sosa
- Tomás Alonso
- Jorge Morales … Extra
- Martha Atoche
- Marcela Sola … Madre Superiora
- espacio después de 3 puntos suspensivos, por favor

## Comentarios
La crónica de Noticias Gráficas dijo sobre el filme:

”Sobre argumento melodramático cuyas situaciones se entrecruzan entre los componentes de dos matrimonios malavenidos, entre los cuales juegan alternativamente su papel las pasiones y los intereses.”

Por su parte Manrupe y Portela escriben :

”Melodrama de parejas más hablado que actuado.”